# The Midnight Oil
The Midnight Oil es el segundo álbum de estudio en solitario de la cantante de country estadounidense Barbara Mandrell. Fue publicado en noviembre de 1973 a través de Columbia Records.

## Relanzamientos
En 2000, el sello discográfico Collectables reeditó el álbum por primera vez en CD junto con su álbum debut Treat Him Right (1971).

## Recepción de la crítica
Un escritor no especificado de la revista Cash Box declaró: “¡El nuevo álbum de Barbara es nada menos que un golpe de gracia! Su voz emocionante, casi seductora, recibe una gran libertad en este LP para demostrar plenamente sus increíbles capacidades vocales. Siguiendo el corte que da nombre al álbum, que es una obra de arte, su otro éxito reciente, «Give a Little, Take a Little», marca el ritmo de este gran LP. Barbara es capaz de llevarnos al sereno mundo de los placeres vocales, y la dama tiene una habilidad fantástica para cobrar vida en discos donde su presencia casi se puede sentir tangiblemente. Con la producción de Billy Sherrill, la voz de Barbara y el material excepcional, este LP se destaca por su excelencia”. Un escritor no especificado de la revista Billboard escribió: “Aquí hay un álbum que contiene tres de los sencillos exitosos de una de las voces más finas y comerciales de la música country, uno o dos éxitos de otros de primer nivel y material original que debería allanar el camino para su próximo sencillo. Una joven extraordinariamente talentosa, hace lo mejor que puede en temas como «In the Name of Love» y «Smile, Somebody Loves You», con su canción «Tonight My Baby's Coming Home» que también tiene mucho potencial”.

## Lista de canciones
| Lado uno |                                |                                             |          |  |
| N.º      | Título                         | Escritor(es)                                | Duración |  |
| 1.       | «The Midnight Oil»             | Joe Allen                                   | 2:40     |  |
| 2.       | «Give a Little, Take a Little» | Steve Pippin Michael Kossler                | 2:39     |  |
| 3.       | «Jamestown Ferry»              | Mack Vickery Bobby Borchers                 | 2:41     |  |
| 4.       | «Show Me»                      | Joe Tex                                     | 2:22     |  |
| 5.       | «In the Name of Love»          | Earl Montgomery Carmol Taylor George Richey | 2:08     |  |

| Lado dos |                                  |                                   |          |  |
| N.º      | Título                           | Escritor(es)                      | Duración |  |
| 1.       | «Tonight My Baby's Coming Home»  | Billy Sherrill Glenn Sutton       | 2:05     |  |
| 2.       | «Ain't It Good»                  | Freddy Weller                     | 2:15     |  |
| 3.       | «Satisfied»                      | Martha Carson                     | 2:23     |  |
| 4.       | «Holdin' On (To the Love I Got)» | Taylor Norro Wilson Tammy Wynette | 2:14     |  |
| 5.       | «Smile, Somebody Loves You»      | Tony Austin                       | 2:15     |  |
| 6.       | «We're Gonna Hold On»            | George Jones Montgomery           | 2:41     |  |

## Posicionamiento

### Gráfica semanal
| Gráfica (1974)                                    | Pico de posición |
| ------------------------------------------------- | ---------------- |
| Estados Unidos (Billboard Hot Country LPs)        | 8                |
| Estados Unidos (Cash Box Top Country Albums)      | 8                |
| Estados Unidos (Record World Country Album Chart) | 9                |

### Gráfica de fin de año
| Gráfica (1974)                             | Pico de posición |
| ------------------------------------------ | ---------------- |
| Estados Unidos (Billboard Hot Country LPs) | 36               |